# Заварухин, Юрий Ильич
Юрий Ильич Заварухин (1923—1982) — советский хозяйственный, государственный и политический деятель.
Член ВКП(б) с 1943 года. Участник Великой Отечественной войны. В 1946—1975 годы — студент мостового факультета Ленинградского института инженеров железнодорожного транспорта, на хозяйственных и руководящих должностях в строительных организациях Ленинграда, секретарь Смольнинского райкома КПСС города Ленинграда, секретарь Ленинградского горкома КПСС по промышленности и строительству, 2-й секретарь Ленинградского городского комитета КПСС, директор Ленинградского НИИ Академии коммунального хозяйства имени Памфилова.
За исследование новой двухпоясной винтовой системы для крупных пролётов и внедрение её в строительство (на примере дворца спорта «Юбилейный» в Ленинграде) в составе коллектива был удостоен Государственной премии СССР в области техники в 1971 году.
Избирался депутатом Верховного совета РСФСР 7-го и 8-го созывов.

## Сочинения
- Заварухин, Юрий Ильич. Партийные группы на современном этапе [Текст]. — Москва : Знание, 1968. — 47 с.; 21 см.
- Иконников, Андрей Владимирович. Токио [Текст] : исторический очерк / А. В. Иконников, Ю. И. Заварухин, 1978. — 86, [1] с.
- Юрий Ильич Заварухин : [Дир. Ленингр. НИИ Акад. коммун. хоз-ва им. Памфилова. 1923—1982. Некролог]. — Ленингр. правда, 1982, 6 июня. — Подписи : Г. В. Романов, Н. Я. Суслов, Ю. Ф. Соловьев и др.